# Клайпедська кондитерська фабрика
ЗАТ «Клайпедська кондитерська фабрика» (лит. Klaipedas Konditerija) — кондитерська фабрика в литовському місті Клайпеда, підрозділ української корпорації «Рошен».

## Історія
Фабрика заснована у 1876 році німцями Лассером Нойманом та Куртом Шарфітером як «Lascha».
У 1945 році роботу підприємства відновлено внаслідок націоналізації з новою назвою «Фабрика імені Першого Травня».
У 1949 році на фабриці встановлено спеціальне обладнання завдяки чому процес виробництва було значно модернізовано.
У 1990 році підприємство приватизовано та перейменовано на Клайпедську кондитерську фабрику.
У 2005 році виробничі потужності фабрики перенесені зі старої частини Клайпеди до приміщення колишнього м'ясного комбінату на околиці міста.
У 2006 році фабрику придбала українська корпорація «Рошен».